# Demanda marshalliana
La demanda marshalliana o funció de demanda marshalliana, en el context de la teoria del consumidor, és una funció de demanda que relaciona els preus i quantitats demandades d'un bé, davant de variacions dels preus relatius i l'ingrés real de l'individu; sota aquesta lògica, la demanda marshalliana té en compte tant l'efecte renda com l'efecte substitució, assumint per cert que resol perfectament el problema de maximització de la utilitat. Aquesta demanda és anomenada de vegades demanda walrasiana o funció de demanda no compensada, pel fet que l'anàlisi original marshallià va ignorar l'efecte riquesa. Va ser nomenada en honor de l'economista anglès Alfred Marshall (1842 – 1924).

D'acord amb el problema de maximització de la utilitat, hi ha L béns amb p preus; el consumidor té w riquesa, i per tant, un conjunt de cistelles accessibles.

{\displaystyle B(p,w)=\{x:\langle p,x\rangle \leq w\}}

on {\displaystyle \langle p,x\rangle } és el producte dels preus i quantitat de béns. El consumidor té una funció d'utilitat de la forma:

{\displaystyle u:{\textbf {R}}_{+}^{L}\rightarrow {\textbf {R}}}.

En conseqüència la funció de demanda marshalliana es defineix de la manera següent:

{\displaystyle x^{*}(p,w)=\operatorname {argmax} _{x\in B(p,w)}u(x)}.

Si hi ha una única combinació maximitzadora d'utilitat per a cada preu i riquesa donada, llavors aquesta es denomina com la funció de demanda marshalliana.